# Giusto de' Menabuoi
Giusto de' Menabuoi (født ca. 1320 i Firenze, død 1391 i Padova) var en italiensk renæssancemaler fra den tidlige del af Renæssancen.
I Lombardiet lavede han en fresko af Dommedag i Viboldone-klosteret ved Milano. Han flyttet derefter til Padova hvor han fuldførte freskoer i Chiesa degli Eremitani, Basilica di Sant'Antonio da Padova og særlig i dåbskapellet (Battistero di Padova) i Duomo (Duomo di Padova) (1376).
Fina Buzzacarini var en af hans beskyttere.